# Matt Cappotelli
Matthew Lee (Matt) Cappotelli (Caledonia, Nueva York, 12 de noviembre de 1979-29 de junio de 2018) fue un luchador profesional que trabajo en la Ohio Valley Wrestling, antiguamente un territorio de desarrollo de la World Wrestling Entertainment. Aplazó su carrera debido a un tumor cerebral, el cual le extirparon.

## Carrera

### Tough Enough
Cappotelli, junto a John Hennigan, ganó un contrato con la WWE al ser el coganador del Tough Enough III. Fue enviado a la OVW para entrenar y mejorar sus habilidades. En la OVW, Cappotelli formó un equipo face conocido como The Thrill Seekers junto a Johnny Jeter.
Cappotelli se vio envuelto en una controversia cuando uno de sus entrenadores de la Tough Enough, Bob "Hardcore" Holly, lo asaltó en el transcurso de un partido de entrenamiento, dejándolo herido. Holly, después, le lesionó accidentalmente mientras peleaban en un evento el 24 de abril de 2004.

### World Wrestling Entertainment

#### Ohio Valley Wrestling
El 31 de julio de 2005, Cappotelli sufrió una rotura del peroné en una lucha contra The Blond Bombers (Chad y Tank Toland) en un evento de OVW en Elizabethtown, Kentucky, tras un mal aterrizaje de una suplex. Estuvo fuera del ring aproximadamente 8 semanas.
El 9 de noviembre, en una grabación de OVW, Cappotelli obtuvo el OVW Heavyweight Championship derrotando a su antiguo compañero, Johnny Jeter. En diciembre de 2005, cuando la WWE planeaba llamar a Capotelli al roster principal, se le diagnosticó un astrocytoma de grado 2. Se sometió a chequeos médicos para determinar la gravedad del tumor y el plan médico a seguir. El 8 de febrero de 2006, anunció que el tumor cerebral era canceroso y entregó el título al dueño de OVW Danny Davis mediante un emotivo discurso en las grabaciones llevadas a cabo en Louisville, Kentucky. Cappotelli dijo que planeaba someterse a una cirugía cuando empezaran a notarse síntomas.
Cappotelli es un invitado frecuente en The Pain Clinic un talk show de lucha profesional en su lugar de origen Rochester (Nueva York). Cappotelli recientemente abrió una tienda de ropa cristiana, Faith Ink. Matt estuvo en "R News" el 12 de septiembre de 2006 para hablar de su nueva compañía. También apareció en The Pain Clinic el sábado siguiente.
El 4 de abril de 2007 Capotelli anunció a los fanes y a los luchadores de OVW que se sometería a cirugía por el cáncer cerebral en Boston el 1º de mayo. Luego WWE.com posteó un artículo, que incluía un vídeo del anuncio. WWE.com informó que la cirugía había tenido éxito, y que el tumor cerebral había sido completamente eliminado. Más tarde, le fue extirpado su tumor.
El 4 de enero de 2009, su contrato con la WWE expiró y no se le renovó, abandonando la empresa.
Durante el verano de 2013, OVW anunció a Cappotelli como el nuevo entrenador de luchadores inexpertos, sustituyendo a Nick Dinsmore.
Falleció a consecuencia de un glioblastoma.

## En lucha
- Movimientos finales y de firma

- Aftertaste (Superkick)
- Powerbomb
- Atomic drop
- Leg drop

- Tema de entrada

- "Crash"
- "Fierce Days"
- "The Slam" por Toby Mac.

## Vida personal
Capotelli asistió a Caledonia-Mumford Central School en Caledonia (Nueva York).
Capotelli estaba casado con Lindsay Seeders desde el 14 de marzo de 2006, en Maui, Hawái. Tenían un perro llamado Asher.

## Campeonatos y logros
- Ohio Valley Wrestling

- OVW Heavyweight Championship (1 vez)
- OVW Southern Tag Team Championship (1 vez) con Johnny Jeter

- World Wrestling Entertainment

- WWE Tough Enough III coganador junto a John Hennigan

- Pro Wrestling Illustrated

- Número 170 en el ranking de los 500 mejores luchadores individuales del 2004
- Número 91 en el ranking de los 500 mejores luchadores individuales del 2005
- PWI Most Inspirational Wrestler of the Year (2006)